# Lost Country
Pour plus de détails, voir Fiche technique et Distribution.
Lost Country est un film dramatique français, serbe, croate et luxembourgeois réalisé par Vladimir Perišić, sorti en 2023. Lancé à la Semaine de la critique à Cannes.

## Synopsis
Yougoslavie, 1996. Après un week-end chez ses grands-parents, Stefan retrouve sa mère Marklena (prénom résultant de la contraction de Marx et Lénine) qui vient d'être promue porte-parole du gouvernement Milosevic. Celui-ci n'accepte pas sa défaite aux dernières élections municipales, ce qui provoque des manifestations étudiantes. Stefan doit ainsi vivre entre sa mère au service de Milosevic, et ses amis de collège qui soutiennent la rébellion.

## Fiche technique
Sauf indication contraire, les informations mentionnées dans cette section peuvent être confirmées par les bases de données cinématographiques IMDb et Allociné,  présentes dans la section « Liens externes ».
- Titre original : Lost Country
- Réalisation : Vladimir Perišić
- Scénario : Alice Winocour et Vladimir Perišić
- Musique : Alen Sinkauz et Nenad Sinkauz
- Décors : Daniela Dimitrovska
- Costumes : Milica Kolaric
- Photographie : Sarah Blum et Louise Botkay
- Lumière : Grégoire Bélien
- Son : Olivier Goinard et Roman Dymny
- Montage : Jelena Maksimović
- Production : Omar El Kadi, Janja Kralj, Nadia Turincev et Vladimir Perišić
- Sociétés de production : Arte France Cinéma, Kinorama, Trilema, KinoElektron, Red Lion et Cosmodigital
- Société de distribution : Rezo Films
- Pays de production :  France,  Serbie,  Croatie et  Luxembourg
- Langue originale : serbe
- Format :
- Genre : Drame
- Durée : 98 minutes
- Dates de sortie :
  - France : 
    - 22 mai 2023 (Cannes)
    - 11 octobre 2023 (en salles)

  - Serbie : 14 septembre 2023

## Distribution
- Jovan Ginic : Stefan
- Jasna Đuričić : Marklena, la mère de Stefan
- Dusko Valentic : Tile, le grand-père de Stefan
- Helena Buljan : Vera, la grand-mère de Stefan
- Marija Skaricic : Hana
- Miodrag Jovanović : Milan, un ami de Stefan
- Lazar Ković : Bogdan, un ami de Stefan
- Pavle Cemerikic : Miki, un ami de Stefan
- Boris Isakovic : un professeur
- Marija Škaričić : Ivana

## Distinctions

### Récompenses
- 62e Semaine de la Critique / Festival de Cannes 2023 : Prix Fondation Louis Roederer de la révélation pour Jovan Ginic
- Festival de Sarajevo 2023 : Prix Cœur de Sarajevo du meilleur acteur pour Jovan Ginic
- Mostra de Valencia du cinéma méditerranéen 2023 : Prix du scénario

### Nominations
- Lumières 2024 : Nomination au Prix Lumières de la meilleure coproduction internationale